# Ocean Grove (Massachusetts)
Ocean Grove – jednostka osadnicza w Stanach Zjednoczonych, w stanie Massachusetts, w hrabstwie Bristol.